# Amolops kaulbacki
Amolops kaulbacki är en groddjursart som först beskrevs av Smith 1940.  Amolops kaulbacki ingår i släktet Amolops och familjen egentliga grodor. IUCN kategoriserar arten globalt som otillräckligt studerad. Inga underarter finns listade i Catalogue of Life.